# Senato (Bolivia)
Il Senato dello Stato Plurinazionale della Bolivia (in spagnolo: Senado del Estado Plurinacional de Bolivia), noto anche come Camera dei senatori (Cámara de Senadores), è la camera alta dell'Assemblea legislativa plurinazionale boliviana. L’altro suo ramo, e camera bassa, è invece la Camera dei deputati.
Esso è composto da 36 membri eletti per la durata di 5 anni con la possibilità di un solo rinnovamento.